# Caridina lufengensis
Caridina lufengensis е вид десетоного от семейство Atyidae.

## Разпространение
Видът е разпространен в Китай (Юннан).